# 孔嚴
孔嚴（？—？），字彭祖，會稽山陰人。東晉時期官員，官至吳興太守，任內很得人和，亦得議論者稱許：領尚書時亦匡正輔助晉哀帝。《晉中興書》言孔嚴封西陽侯，故孔嚴亦有孔西陽之名。

## 生平
孔嚴最初在州郡任職，也當過司徒掾、尚書殿中郎。殷浩出任揚州刺史，以孔嚴為別駕，後孔嚴轉尚書左丞。當時朝廷以殷浩抗衡荊州刺史桓溫，這令桓溫有所不快，而殷浩亦圖立功於塞外，於是引接北方流人。孔嚴就對殷浩表示「深思廉藺屈申之道，平勃相和之義」，提議朝廷應該改善授任官員之法，明內外之任，各有職責，意即停止桓溫與朝廷之爭；另又指那些新降流人是「人面獸心，貪以無親，難以義感」。殷浩雖然接納，但最終北伐失敗，亦為桓溫趁機所廢。
升平五年（361年），晉穆帝死，因其無子，以晉成帝長子晉哀帝繼位。不過，當時就因為晉哀帝該繼承誰的問題而有很多討論，孔嚴就以「順本居正，親親不可奪」，建議繼承生父晉成帝。最終一眾儒者都議為孔嚴的議論最好，最終用他的建議。
孔嚴後獲授揚州大中正，但他不上任，故被有關部們奏免，哀帝下詔讓他以侯領尚書。其時哀帝弟東海王司馬奕請求獲得海鹽及錢塘二縣以水牛牽船過埭之稅收，哀帝最初答應但在孔嚴勸諫下轉為拒絕。孔嚴又建議哀帝減省賞賜耗費以及廚膳開支，任內對哀帝多有匡益。
晉廢帝在位期間，孔嚴任吳興太守，秩中二千石。孔嚴在位甚得人和，當時餘杭縣有婦人因該年斂收而賣親子以養浩丈夫的侄兒；武康縣有兩兄弟的妻子都一同懷孕產子，但其年斂收，弟弟亦遠行未返，兄長無法同時養育兩個嬰孩，就放棄自己兒子而養侄兒。孔嚴都褒揚並舉薦他們。另外他又甄賞有才能之士，都得議論者稱許。太和五年（370年），孔嚴因疾離職，後在家去世。

## 家庭

### 祖父
- 孔奕，全椒令，明察過人

### 父
- 孔倫，黃門郎。

### 子
- 孔道民，宣城內史，死於孫恩之亂。
- 孔靜民，散騎侍郎，死於孫恩之亂。
- 孔福民，太子洗馬，死於孫恩之亂。